# Craig Bierko
Craig Philip Bierko (n. 18 august 1964, New York City, New York, SUA) este un actor și cântăreț american.

## Biografie
Bierko s-a născut în Rye Brook, New York⁠(d), unde mama sa Pat administra teatrul comunitar⁠(d) The Harrison Players.
După ce a absolvit Liceul Blind Brook⁠(d), Bierko a studiat jurnalismul la Facultatea de Comunicații Publice din cadrul Universității din Boston. Totuși, acesta și-a petrecut cea mai mare parte a timpului peste râul Charles⁠(d), interpretând roluri în piese de teatru la Harvard. În al doilea an, Bierko s-a transferat la Universitatea Northwestern pentru a studia actoria alături de David Schwimmer, Stephen Colbert, George Newbern și Harry Lennox. A absolvit în 1986 cu o licență în arte teatrale Facultatea de Comunitare a Universității Northwestern⁠(d).

## Cariera

### Film și televiziune
Bierko a avut roluri de film în Sărutul dulce al răzbunării⁠(d) (1996), Renăscut din cenușă (2005) alături de Russell Crowe, Comedie de groază 4, Spaimă și scârbă în Las Vegas și Etajul 13. În 2000, Bierko și-a făcut debutul pe Broadway în rolul profesorului Harold Hill în piesa de teatru muzical The Music Man⁠(d) pusă în scenă de Susan Stroman⁠(d). Acesta a fost alegerea inițială pentru interpretarea personajului Chandler Bing din sitcomul Friends, însă l-a refuzat. L-a interpretat pe Ray King în cel de-al patrulea sezon al serialului Totul despre sex, Jeffrey Coho⁠(d) în sezonul trei al serialului ABC Boston Legal și unul dintre cei patru tipi proaspăt divorțați în Unhitched⁠(d). A fost personajul  Dave Lister⁠(d) în episodul pilot al versiunii americane a serialului Piticul roșu. A apărut de două ori în Lege si ordine: Brigada specială⁠(d): în rolul lui Andy Eckerson, un mareșal adjunct al Statelor Unite care încearcă să captureze un condamnat evadat, și în rolul unui violator în serie.
Bierko a apărut timp de patru sezoane în serialul UnREAL⁠(d), câștigător al Premiului Peabody⁠(d), în rolul lui Chet Wilton, creatorul excentric, dependent de droguri și afemeiat al unui reality show de întâlniri. Recent, acesta a apărut în The Blacklist în rolul Directorului, liderul sociopat al unei burse secrete destinate criminalilor.

### Teatru
Bierko urma să apară pe Broadway în piesa de teatru To Be or Not to Be⁠(d) în Manhattan Theatre Club⁠(d), dar s-a retras din producție pe 29 august 2008 din cauza diferențelor creative. A jucat rolul lui Sky Masterson în piesa Guys and Dolls⁠(d) care a fost pusă în scenă la Teatrul Nederlander⁠(d) pe 5 februarie 2009 și s-a deschis oficial pe 1 martie 2009. S-a închis pe 14 iunie 2009 după 113 spectacole. A interpretat rolul lui Peter în aclamata piesă de teatru Company⁠(d) a Filarmonicii din New York în 2011, alături de Neil Patrick Harris, Patti Lupone⁠(d) și Stephen Colbert.
Bierko l-a înlocuit pe Bertie Carvel⁠(d) în rolul domnișoarei Trunchbull în Matilda the Musical⁠(d) la Teatrul Shubert⁠(d) pe 3 septembrie 2013, dar nu a putut urca pe scenă până pe 17 septembrie din cauza unei accidentări la gât și la umăr suferite în timpul unei repetiții. Deși accidentat, Bierko a continuat să vină la repetiții și a interpretat rolul timp de aproximativ o lună, însă a fost nevoit să renunțe în cele din urmă.
În 2022, Conor McPherson⁠(d) i-a oferit rolul domnului Burke în Girl from the North Country⁠(d). Ultima punere în scenă a piesei de teatru a avut loc pe 19 iunie 2022.

## Filmografie

### Film
| An   | Titlu                             | Rol                                | Note            |
| ---- | --------------------------------- | ---------------------------------- | --------------- |
| 1987 | Love Note                         | Craig Johnson                      | Video           |
| 1991 | Victimless Crimes                 | Terry Sullivan                     |                 |
| 1996 | The Long Kiss Goodnight           | Timothy                            |                 |
| 1996 | Johns                             | Christmas Radio Preacher           |                 |
| 1997 | 'Til There Was You                | Jon Hass                           |                 |
| 1998 | Sour Grapes                       | Richie Maxwell                     |                 |
| 1998 | Fear and Loathing in Las Vegas    | Lacerda                            |                 |
| 1999 | The Suburbans                     | Mitch                              |                 |
| 1999 | The Thirteenth Floor              | Douglas Hall, John Ferguson, David |                 |
| 2000 | The Cherry Picker                 |                                    | Scurtmetraj     |
| 2001 | Kate & Leopold                    | Actor in Advertisement             | Necreditat      |
| 2002 | I'm with Lucy                     | Peter                              |                 |
| 2003 | Dickie Roberts: Former Child Star | George Finney                      |                 |
| 2004 | Hair High                         | Sarge (voice)                      |                 |
| 2005 | Cinderella Man                    | Max Baer                           |                 |
| 2006 | Scary Movie 4                     | Tom Ryan                           |                 |
| 2006 | Danika                            | Randy Merrick                      |                 |
| 2006 | For Your Consideration            | Talk Show Host                     |                 |
| 2007 | Meet Bill                         | Sergeant                           | Necreditat      |
| 2008 | Superhero Movie                   | Wolverine                          | Scene eliminate |
| 2008 | A Bad Situation                   | Richard                            | Video           |
| 2011 | Company                           | Peter                              |                 |
| 2011 | The Change-Up                     | Valtan                             |                 |
| 2011 | Bad Seed                          | Bert                               |                 |
| 2012 | The Three Stooges                 | Mac Mioski                         |                 |
| 2013 | Louder Than Words                 | Eddie Stolzenberg                  |                 |
| 2013 | If I Had Wings                    | Geoff Taylor                       |                 |
| 2016 | Equity                            | Benji Akers                        |                 |
| 2016 | Catfight                          | The Talk Show Host                 |                 |
| 2019 | Fair Market Value                 | Lucas                              |                 |
| 2021 | Scenes from an Empty Church       | The Sinner                         |                 |
| 2021 | Before I Go                       | Walt                               |                 |

### Televiziune
| An         | Titlu                                         | Rol                                         | Note                                   |
| ---------- | --------------------------------------------- | ------------------------------------------- | -------------------------------------- |
| 1987       | Roomies                                       | Dale                                        | Episodul: "The Ditch"                  |
| 1987       | Our House                                     | Douglas                                     | Episodul: "The Children's Crusade"     |
| 1987       | ABC Afterschool Specials                      | Carl Warner                                 | Episodul: "The Day My Kid Went Punk"   |
| 1988       | Amen                                          | Bellman                                     | Episodul: "A Sight Case of Murder (2)" |
| 1988       | Eisenhower and Lutz                           | Waiter                                      | Episodul: "Don't Change a Hair for Me" |
| 1989       | The Young and the Restless                    | Greg                                        |                                        |
| 1989       | Newhart                                       | Dirk                                        | 2 episoade                             |
| 1989       | Guns of Paradise                              | Johnny Ryan                                 | 2 episoade                             |
| 1990       | Sydney                                        | Matt Keating                                | 13 episoade                            |
| 1990       | Wings                                         | Matt Sargent                                | Episodul: "The Puppet Master"          |
| 1990       | Murphy Brown                                  | Alex                                        | Episodul: "Rootless People"            |
| 1991       | Empty Nest                                    | Fred                                        | Episodul: "The Man That Got Away"      |
| 1991       | Baby Talk                                     | Bill Noonan                                 | Episodul: "A Star Is Born"             |
| 1992       | The Powers That Be                            | Joe Bowman                                  | 4 episoade                             |
| 1992       | Red Dwarf                                     | Dave Lister                                 | Episod pilot nedifuzat                 |
| 1993       | Bodies of Evidence                            | Thomas Wilkes                               | Episodul: "Trial by Fire"              |
| 1993       | Danielle Steel's Star                         | Spencer Hill                                | Film de televiziune                    |
| 1994–1995  | Madman of the People                          | B.J. Cooper                                 | 16 episoade                            |
| 1995       | Pride & Joy                                   | Greg Sherman                                | 6 episoade                             |
| 1998       | Mad About You                                 | Gardner Mulloy                              | Episodul: "Weekend in L.A."            |
| 2000       | Ally McBeal                                   | Dennis Martin                               | Episodul: "In Search of Pygmies"       |
| 2001       | Sex and the City                              | Ray King                                    | 2 episoade                             |
| 2002       | The Court                                     | Harlan Brandt                               |                                        |
| 2003       | Hench at Home                                 | Terry Hench                                 | Film de televiziune                    |
| 2003, 2016 | Law & Order: Special Victims Unit             | Deputy Marshal Andy Eckerson, Bobby D'Amico | 2 episoade                             |
| 2005       | Untitled David Diamond/David Weissman Project | Dylan                                       | Film de televiziune                    |
| 2006       | The Great Malones                             |                                             | Episodul: "Pilot"                      |
| 2006–2007  | Boston Legal                                  | Jeffrey Coho                                | 14 episoade                            |
| 2007       | Nip/Tuck                                      | Bob Easton                                  | Episodul: "Carly Summers"              |
| 2008       | Unhitched                                     | Jack "Gator" Gately                         | 6 episoade                             |
| 2009       | Head Case                                     |                                             | Episodul: "The Big Book"               |
| 2010       | The Good Wife                                 | Duke Roscoe                                 | Episodul: "Infamy"                     |
| 2010       | Damages                                       | Terry Brooke                                | 4 episoade                             |
| 2010       | The League                                    | Craig O'Connor                              | Episodul: "Bro-Lo El Cuñado"           |
| 2010–2011  | The Temp Life                                 | Eddie Chiapetta                             | 3 episoade                             |
| 2011       | Suite 7                                       | Alan                                        | Episodul: "Superman"                   |
| 2011–2012  | Leap Year                                     | Andy Corvell                                | 5 episoade                             |
| 2011       | Necessary Roughness                           | Ray Santino                                 | 2 episoade                             |
| 2011       | Easy to Assemble                              | Jebedehia Bateman                           | 8 episoade                             |
| 2011       | The Mentalist                                 | Doc Dugan                                   | Episodul: "The Redshirt"               |
| 2012       | 6 passi nel giallo                            | Harry Chase                                 | Episodul: "Visions of Murder"          |
| 2012, 2014 | Hot in Cleveland                              | Donald                                      | 2 episoade                             |
| 2012       | Elementary                                    | Jim Fowkes                                  | Episodul: "The Rat Race"               |
| 2013       | Body of Proof                                 | Dr. Derrick Malcolm                         | Episodul: "Committed"                  |
| 2013–2014  | The Michael J. Fox Show                       | Bill                                        | 2 episoade                             |
| 2013       | Unforgettable                                 | Marco Lantini                               | Episodul: "A Moveable Feast"           |
| 2015–2018  | UnREAL                                        | Chet Wilton                                 | 38 de episoade                         |
| 2017       | Kevin Can Wait                                | Peter                                       | Episodul: "The Back Out"               |
| 2017       | Tin Star                                      | Dermot O'Hanrahan                           | Episodul: "Jack"                       |
| 2018       | Blue Bloods                                   | Ray Cross                                   | Episodul: "Meet the New Boss"          |
| 2022       | The Blacklist                                 | The Chairman                                | Episodul: "The Chairman (No. 171)"     |
| 2022       | Sex/Life                                      | Mick                                        |                                        |

### Teatru
| An   | Titlu                       | Rol               | Note                                                                     |
| ---- | --------------------------- | ----------------- | ------------------------------------------------------------------------ |
| 2000 | The Music Man               | Harold Hill       | Theatre World AwardNominalizat: Tony Award Nominalizat: Drama Desk Award |
| 2001 | Thou Shalt Not              | Laurent LeClaire  |                                                                          |
| 2004 | Modern Orthodox             | Ben Jacobson      |                                                                          |
| 2009 | Guys and Dolls              | Sky Masterson     |                                                                          |
| 2011 | Company                     | Peter             |                                                                          |
| 2013 | Matilda the Musical         | Agatha Trunchbull |                                                                          |
| 2020 | Girl from the North Country | Mr. Burke         |                                                                          |